# Pierre Messmer
Pierre Messmer (ur. 20 marca 1916 w Vincennes, zm. 29 sierpnia 2007 w Paryżu) – francuski polityk i urzędnik administracji kolonialnej, uczestnik II wojny światowej, działacz partii gaullistowskich, deputowany krajowy i europejski, minister (1960–1969, 1971–1972), a od 1972 do 1974 premier Francji.

## Życiorys

### Wykształcenie i działalność do 1960
Absolwent École nationale de la France d’outre-mer (1937), szkoły kształcącej kadry administracji kolonialnej. W 1936 ukończył École nationale des langues orientales vivantes, szkołę specjalizującą się w zakresie orientalistyki. Uzyskał również licencjat z prawa (1936) i doktorat w tej dziedzinie (1939).
W 1937 powołany do służby wojskowej. W momencie podpisania zawieszenia broni z Niemcami służył w piechocie kolonialnej. Znalazł się w grupie Francuzów, która przejęła włoski statek towarowy, a następnie przez Gibraltar przedostała się do Londynu. Pierre Messmer dołączył do sił Wolnej Francji generała Charles’a de Gaulle’a. Przydzielony do 13 Półbrygady Legii Cudzoziemskiej. Uczestniczył w kampaniach w Erytrei, Syrii, Libii i Tunezji. Dołączył następnie do sztabu generała w Londynie. Brał udział w kolejnych działaniach wojennych – lądowaniu w Normandii i wyzwoleniu Paryża. W sierpniu 1945 przybył do Indochin Francuskich (zrzucono go na spadochronie nad Tonkinem); został tam pojmany przez członków organizacji Việt Minh. W październiku tegoż roku uciekł z niewoli i przedostał się do Hanoi.
Zdemobilizowany, przeszedł do pracy w administracji kolonialnej. Był sekretarzem generalnym międzyresortowego komitetu do spraw Indochin (1946) i dyrektorem gabinetu wysokiego komisarza w Indochinach (1947–1948). Na początku lat 50. przeniesiony do Afryki. Zajmował kolejno stanowiska administratora mauretańskiego regionu Adrar (1950–1952), gubernatora Mauretanii (1952–1954) i gubernatora Wybrzeża Kości Słoniowej (1954–1956). W 1956 powołany na dyrektora gabinetu ministra do spraw terytoriów zamorskich Gastona Defferre. Jeszcze w tym samym roku powrócił do Afryki. Był wysokim komisarzem w Kamerunie (1956–1958), Francuskiej Afryce Równikowej (1958) oraz Francuskiej Afryce Zachodniej (1958–1959). Lata jego urzędowania przypadły na okres dekolonizacji.

### Działalność od 1960
W lutym 1960 Charles de Gaulle mianował go ministrem obrony. Pierre Messmer urząd ten sprawował nieprzerwanie do czerwca 1969 w sześciu kolejnych gabinetach, którymi kierowali Michel Debré, Georges Pompidou i Maurice Couve de Murville. Początek pełnienia tej funkcji przypadł na końcowe lata wojny algierskiej zakończonej uznaniem niepodległości Algierii. Jako minister obrony odpowiadał także za przeprowadzony w latach 60. proces reorganizacji francuskiej armii. W okresie rozruchów zapoczątkowanych w maju 1968 odradzał prezydentowi użycie wojska.
W międzyczasie w 1968 został wybrany do Zgromadzenia Narodowego IV kadencji z departamentu Mozela. Działał wówczas w gaullistowskiej Unii Demokratów na rzecz Republiki. W okresie prezydentury Georges’a Pompidou powrócił do rządu. Od lutego 1971 do lipca 1972 był ministrem stanu oraz ministrem do spraw departamentów i terytoriów zamorskich w gabinecie, którym kierował Jacques Chaban-Delmas.
W lipcu 1972 Pierre Messmer został nowym premierem Francji. Stanowisko to zajmował do maja 1974, stojąc w tym czasie na czele trzech kolejnych rządów. Gdy nowym prezydentem został Valéry Giscard d’Estaing, funkcję premiera przejął Jacques Chirac.
Pierre Messmer pozostał przez kilkanaście kolejnych lat aktywnym politykiem. Powrócił do wykonywania mandatu deputowanego V kadencji, który uzyskał w wyborach w 1973. Odnawiał go w kolejnych wyborach z 1978, 1981 i 1986, zasiadając w niższej izbie francuskiego parlamentu do 1988. Do 1989 pozostawał merem Sarrebourga (stanowisko to objął w 1971). W latach 1978–1979 pełnił funkcję przewodniczącego rady regionalnej Lotaryngii. W latach 1979–1980 był posłem do Parlamentu Europejskiego I kadencji. W 1981 kierował krajowym komitetem wsparcia Jacques’a Chiraca w wyborach prezydenckich. Od 1986 do 1988 w Zgromadzeniu Narodowym przewodniczył grupie Zgromadzenia na rzecz Republiki (nowej partii gaullistowskiej powołanej w drugiej połowie lat 70.).
W 1988 został członkiem Académie des sciences morales et politiques, w latach 1995–1998 pełnił funkcję jej stałego sekretarza. W 1999 powołany w skład Akademii Francuskiej, wszedł na miejsce zajmowane uprzednio przez Maurice’a Schumanna. Od 1999 przez kilka lat zajmował stanowisko kanclerza Instytutu Francji.

## Odznaczenia
Odznaczony m.in. Orderem Wyzwolenia, Legią Honorową I klasy, Krzyżem Wojennym, Medalem Ruchu Oporu, Krzyżem Kombatanta, Medalem Uciekinierów z Niewoli oraz Orderem Odrodzenia Polski I klasy.